# Luigi Carlo Farini

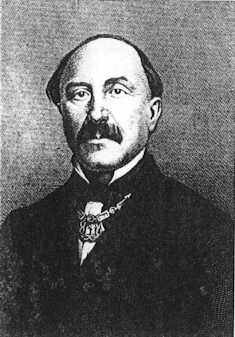
Luigi Carlo Farini.

Luigi Carlo Farini (Russi, 22 oktober 1812 - Genua, 1 augustus 1866) was een Italiaans arts, staatsman en historicus.

## Levensloop
Na een briljante carrière als universiteitsstudent in Bologna, waar hij in 1831 meedeed aan de Carbonari-revolutie, werd arts in Russi en vervolgens in Ravenna. Hij kon een onaantastbare reputatie opbouwen, maar werd wegens zijn politieke gedachtegoed in 1843 uit de Pauselijke Staten verbannen. Hij verbleef vervolgens in Florence en Parijs en was de privéarts van prins Jérôme Bonaparte. Toen in 1848 de regering van de nieuwe paus Pius IX begon en die liberale en nationale tendensen had, keerde Farini terug naar de Pauselijke Staten en werd in maart 1848 secretaris-generaal van minister van Binnenlandse Zaken Recchi.
Hij bleef iets langer dan een maand in functie, aangezien de Italiaanse liberalen de weigering van Pius IX om troepen in te schakelen in de oorlog tegen Oostenrijk weigerden goed te keuren en op 29 april nam Farini ontslag. Vervolgens werd hij naar Karel Albert van Sardinië gestuurd. In Sardinië werd hij parlementslid, secretaris van het ministerie van Binnenlandse Zaken en later directeur-generaal van het departement van de openbare gezondheid.
Toen na de vlucht van de paus uit Rome in 1849 de republiek werd uitgeroepen, nam hij ontslag om de paus met bescherming van de Franse legers terug te helpen keren naar Rome. Toen die echter een reactionaire politiek begon, vertrok Farini uit Rome en ging naar zijn residentie in Turijn. Daar raakte hij overtuigd dat het huis van Savoye kon helpen om Italië te verenigingen en kon als uitgever zijn opinie weergeven in de kranten van Camillo Benso di Cavour. Ook werd hij actief als historicus.
In 1851 werd hij minister van volksvoorlichting in Sardinië en bleef dit tot in mei 1852. Als parlementslid en journalist was hij een sterke voorstander van Cavour en steunde zijn wetsvoorstel dat Piëmont-Sardinië moest deelnemen in de Krimoorlog, hoeveel Farini deze politiek niet verkoos. In 1856 en 1857 publiceerde hij twee brieven gericht aan de Britse liberale staatsman William Ewart Gladstone over Italiaanse zaken. Dit zorgde voor sensatie en Farini bleef zijn ideeën verdedigden in de Italiaanse pers.
Toen in 1859 de Tweede Italiaanse Onafhankelijkheidsoorlog uitbrak en hertog Frans V van Modena werd afgezet en er daar een tijdelijke regering werd opgezet, werd Farini als commissaris van Piëmont-Sardinie naar deze stad gestuurd. Hij werd echter na enkele maanden teruggeroepen, nadat er vrede gesloten werd en de oorlog beëindigd was. Vervolgens kreeg hij de taak om met tijdelijk regeringen van andere Italiaanse staten te onderhandelen over een "fusie". Ook vormde hij samen met generaal Fanti een leger voor het verenigde Italië.
Nadat de vereniging van Italië in een volksstemming werd goedgekeurd, keerde Farini terug naar Turijn en werd hij in juni 1860 minister van Binnenlandse Zaken in de regering van Cavour en tot de definitieve vereniging van Italië onderkoning van Napels. Wegens zijn gezondheid die aan het verslechteren was, nam hij al gauw ontslag. Kort na de Italiaanse vereniging in 1861 overleed Cavour en in 1862 werd hem gevraagd om Urbano Rattazzi op te volgen als eerste minister van Italië. Hij probeerde als premier de politiek van Cavour verder te zetten. Wegens zijn gezondheid die steeds slechter en slechter werd, trad hij in maart 1863 al af. Drie jaar later overleed hij in armoede in een buitenwijk in Genua. Hij werd begraven in Turijn, maar in 1878 werd zijn stoffelijk overschot naar zijn geboortedorp overgebracht.
Zijn zoon Domenico was ook politiek actief en was onder andere parlementsvoorzitter.